# Antonín Maria Claret
Svatý Antonín Maria Claret (psáno také jako Klaret) (španělsky Antonio María Claret y Clarà) (23. prosince 1807, Sallent – 24. října 1870, Fontfroide) byl španělský katolický kněz a zakladatel misijního řádu synů Neposkvrněného srdce blahoslavené Panny Marie (zvaných klaretini), arcibiskup v Santiagu de Cuba.

## Biografie
Pocházel z početné rodiny (byl pátý z deseti dětí). Původně pracoval jako tkadlec, později odešel do Barcelony. Zde vstoupil v roce 1829 do semináře a v roce 1835 byl vysvěcen na kněze. Poté působil jako kněz v rodném Katalánsku. Roku 1839 vstoupil v Římě do noviciátu jezuitů, ale kvůli zdravotnímu stavu nemohl ve formaci pokračovat. Vrátil se do Španělska, působil zde jako lidový kazatel a misionář.
V roce 1849 založil misionářskou kongregaci klaretinů, o rok později byl jmenován arcibiskupem v Santiagu na Kubě, kde předtím 14 let neměli biskupa. Začal zde pořádat exercicie pro kněze a lidové misie. Snažil se o rozvoj věřících v oblasti duchovní, mravní i sociální. Několikrát byl kvůli tomu na něj spáchán atentát. V roce 1857 se musel vrátit do vlasti, stal se duchovním rádcem a zpovědníkem královny Isabely II. Tu také v roce 1868 doprovázel do vyhnanství. Zúčastnil se Prvního vatikánského koncilu. Zde onemocněl a po návratu zemřel v cisterciáckém opatství ve Fontfroide v jižní Francii.
Blahořečen byl 25. února 1934, Piem XI. a svatořečen 7. května 1950 Piem XII.